# بوبي هيريرا
بوبي هيريرا (بالإسبانية: Bobby Herrera)‏ هو لاعب كرة قاعدة مكسيكي، ولد في 26 يوليو 1926 في نويفو لاريدو في المكسيك، وتوفي بنفس المكان في 23 أغسطس 2007.

## وصلات خارجية
- بوبي هيريرا على موقعبيزبول رفرنس.كوم (الدوري الرئيسي) (الإنجليزية)